# Rafael Saravia
Rafael Saravia González (Málaga, 6 de febrero de 1978) es un poeta, columnista, editor y fotógrafo español.

## Biografía
Nació en Málaga, aunque desde su infancia reside en León, ciudad en la que desarrolla producción poética y su actividad de columnista, editor y fotógrafo. Está casado con la también escritora y educadora Emma Sánchez Varela.
Como poeta ha publicado los libros Pequeñas conversaciones (2001 y 2009), Desprovisto de esencias (2008), Llorar lo alegre (2011), Carta blanca (2013), La transparencia de las cerraduras (2014), Eón (2014), El abrazo contrario (2017). y Vena Amoris. Cafuné & Revolución (2020).
Su poesía ha sido recogida en diversas antologías de poesía española reciente como Petit Comité (2003), Antología del beso. Poesía última española (2009), A Pablo Guerrero, en esta hora (2010), Por donde pasa la poesía (2011), En legítima defensa. Poetas en tiempos de crisis (2014), Poesía amiga y otros poemigas para Aute (2014) y Marca(da) España. Poesía en tiempo de crisis  (2014), siendo considerado como uno de los valores emergentes de la «poesía española actual». También ha preparado la edición y el prólogo del libro El río de los amigos. Escritura y diálogo en torno a Gamoneda (2009) con colaboraciones destacadas como las de Gonzalo Rojas, Jaime Siles o Juan Carlos Mestre y la edición de la antología Barcos sobre el agua natal. Poesía hispanoamericana desde el siglo XXI (2012) elaborada conjuntamente con Jocelyn Pantoja.  Además ha colaborado con poemas en revistas como Ágora, Cuadernos Hispanoamericanos, Turia, Nayagua, The Children´s book of american birds, Entrelíneas y Punto de partida.
Desde 2012 a 2018 ejerció como columnista habitual en el Diario de León con artículos de opinión sobre temas de actualidad. Asimismo ejerce en la ciudad de León su función de editor y gestor cultural a través de las diferentes publicaciones y actividades que se organizan desde el Club Leteo.
En el ámbito fotográfico ha realizado las exposiciones individuales Nos queda la memoria, Ramblas y Contrastes para la Junta de Castilla y León. También las colectivas No tan mayor, Arrabalescos, Aleteos del camino y Estupor y temblores, ésta junto a Chema Madoz entre otros.

## Obra

### Poesía
- Pequeñas conversaciones (León, Ediciones Leteo, 2001). Reeditado en Madrid: Amargord Ediciones, 2009; ISBN 978-84-92560-17-2.

- Desprovisto de esencias (Sevilla, Renacimiento, 2008). ISBN 978-84-8472-388-2.

- Llorar lo alegre (Madrid, Bartleby Editores, 2011). ISBN 978-84-92799-36-7.

- Carta blanca (Madrid, Calambur, 2013). ISBN 978-84-8359-251-9.

- La transparencia de las cerraduras (Monterrey –México–, Atrasalente Editores, 2014). ISBN 978-607-96615-3-3.

- Eón (Logroño, Ediciones Del 4 de agosto de 2014). ISBN 978-84-15332-79-4.

- El abrazo contrario (Madrid, Bartleby Editores, 2017). ISBN 978-84-947671-79-0-4.

- Vena Amoris. Cafuné & Revolución (León, Eolas Ediciones, 2020). ISBN 978-84-18079-39-9.